# Armin Schmid
Armin Schmid (* 7. Januar 1916 in Oberegg; † 8. März 2000 in Heiden, heimatberechtigt in Oberegg) war ein Schweizer Politiker.

## Leben
Schmid absolvierte die Uhrmacherlehre in Siders und übernahm im Jahre 1939 den Betrieb seiner Eltern, da sein Vater die Arbeit wegen einer Krankheit nicht mehr bewältigen konnte.
In den Jahren 1946 bis 1949 war er Bezirksrat in Oberegg und war auch Grossrat des Kantons Appenzell Innerrhoden. Von 1949 bis 1950 war er stillstehender und von 1950 bis 1956 regierender Bezirkshauptmann und ebenfalls Grossrat. Nach seiner fünfjährigen Tätigkeit als Bezirksrichter (1963–1967) wurde er auch noch in die Exekutive gewählt und war somit von 1976 bis 1973 Landeszeugherr. Er war auf kantonaler Ebene zuständig für das Militär und für die Berufsbildung. Mit seinem Ausbau des Lehrlingswesen gelang es ihm, gewerbliche und industrielle Unternehmen im Kanton Appenzell Innerrhoden anzusiedeln, und er lockte unter anderem auch das damals grösste Unternehmen nach Oberegg.